# Ostiano
Ostiano (lombardul: Ostià vagy Üstià) település Olaszországban, Lombardia régióban, Cremona megyében. Lakosainak száma 2710 fő (2023. január 1.). Ostiano Gabbioneta-Binanuova, Gambara, Pessina Cremonese, Pralboino, Seniga és Volongo községekkel határos.

## Népesség
A település lakossága az elmúlt években az alábbi módon változott:
| Lakosok száma | 2997 | 2945 | 2927 | 2710 |
|               | 2013 | 2017 | 2018 | 2023 |